# Sarkar Raj
Sarkar Raj è un film del 2008 diretto da Ram Gopal Varma.